# U 188
U 188 war ein deutsches U-Boot vom Typ IX C/40, das im Zweiten Weltkrieg während des U-Boot-Krieges durch die deutsche Kriegsmarine im Nord- und Mittelatlantik sowie bei Operationen der Gruppe Monsun im Indischen Ozean eingesetzt wurde.

## Bau und Technische Daten
Bereits seit 1934 war die Bremer Werft der Deschimag AG Weser – zunächst unter Umgehung der Bestimmungen des Versailler Vertrages – mit dem Bau von U-Booten für die Reichsmarine beauftragt. Seit Kriegsbeginn produzierte die Werft dann schwerpunktmäßig U-Boote – vor allem die Boote der U-Boot-Klasse IX C. U 188 war Teil des fünfzehnten Bauauftrags, der an die Deschimag AG Weser erging und acht Boote des Typ IX C umfasste. Diese Boote vom Zweihüllentyp verdrängten über Wasser 1.144 t und getaucht 1.247 t. IX C-Boote waren 76,76 m lang, 6,86 m breit und hatten einen Tiefgang von 4,67 m. Zwei 2.200 PS MAN-Neunzylinder-Viertakt Dieselmotoren gewährleisteten bei Überwasserfahrt eine Höchstgeschwindigkeit von 18,3 kn. Bei 10 kn Fahrt betrug die Reichweite dieser Boote 13.850 Seemeilen (sm). Bei Unterwasserfahrt erzielten zwei Elektromotoren mit insgesamt 1.000 PS eine Höchstgeschwindigkeit von 7,3 kn. Bei 4 kn Fahrt betrug die Reichweite unter Wasser 63 sm. IX C Boote waren mit 22 Torpedos bewaffnet, die aus 4 Bug- und 2 Hecktorpedorohren ausgestoßen werden konnten. Zusätzlich verfügten diese Boote über Artilleriebewaffnung zur Abwehr von Flugzeugen oder zum Überwasserangriff auf Schiffe – die allerdings selten zum Einsatz kam. Wie die meisten deutschen U-Boote dieser Zeit trug auch U 188 ein Emblem am Turm. Es stellte den Schattenriss eines U-Boots vor einem Erdball dar, überschrieben mit dem Begriff „Weltensegler“. Das Boot wurde am 5. August 1942 von Kapitänleutnant Siegfried Lüdden in Dienst gestellt.

## Kommandant
Siegfried Lüdden wurde am 20. Mai 1916 in Neubrandenburg geboren und trat 1936 in die Kriegsmarine ein, er war somit Mitglied der Crew 36. Im Sommer 1940 absolvierte er seine U-Bootausbildung und machte dann bis Mai 1942 als Wachoffizier drei Feindfahrten auf U 141 und U 129. Nach einer U-Bootkommandantenausbildung im Juni 1942 übernahm er im August das Kommando auf U 188, das er bis 1944 innehatte. Zwischen November 1943 und Februar 1944 versenkte Siegfried Lüdden sieben Schiffe und erhielt das Ritterkreuz des Eisernen Kreuzes, obwohl der hierfür festgelegte Bewertungsmaßstab bei 100.000 BRT versenkten Schiffsraums lag, und er zu diesem Zeitpunkt erst etwa 70.000 BRT als versenkt gemeldet und 45.927 BRT tatsächlich versenkt hatte.

## Einsatz und Geschichte
Vom 5. August 1942 bis zum 31. Januar 1943 gehörte U 188 als Ausbildungsboot zur 4. U-Flottille und war in Stettin stationiert. Kommandant Lüdden unternahm in dieser Zeit Ausbildungsfahrten in der Ostsee zum Einfahren des Bootes und zum Training der Besatzung. Am 1. Februar wurde das Boot der im nordfranzösischen Lorient stationierten 10. U-Flottille als Frontboot zugeteilt.

### U-BootgruppeAdler

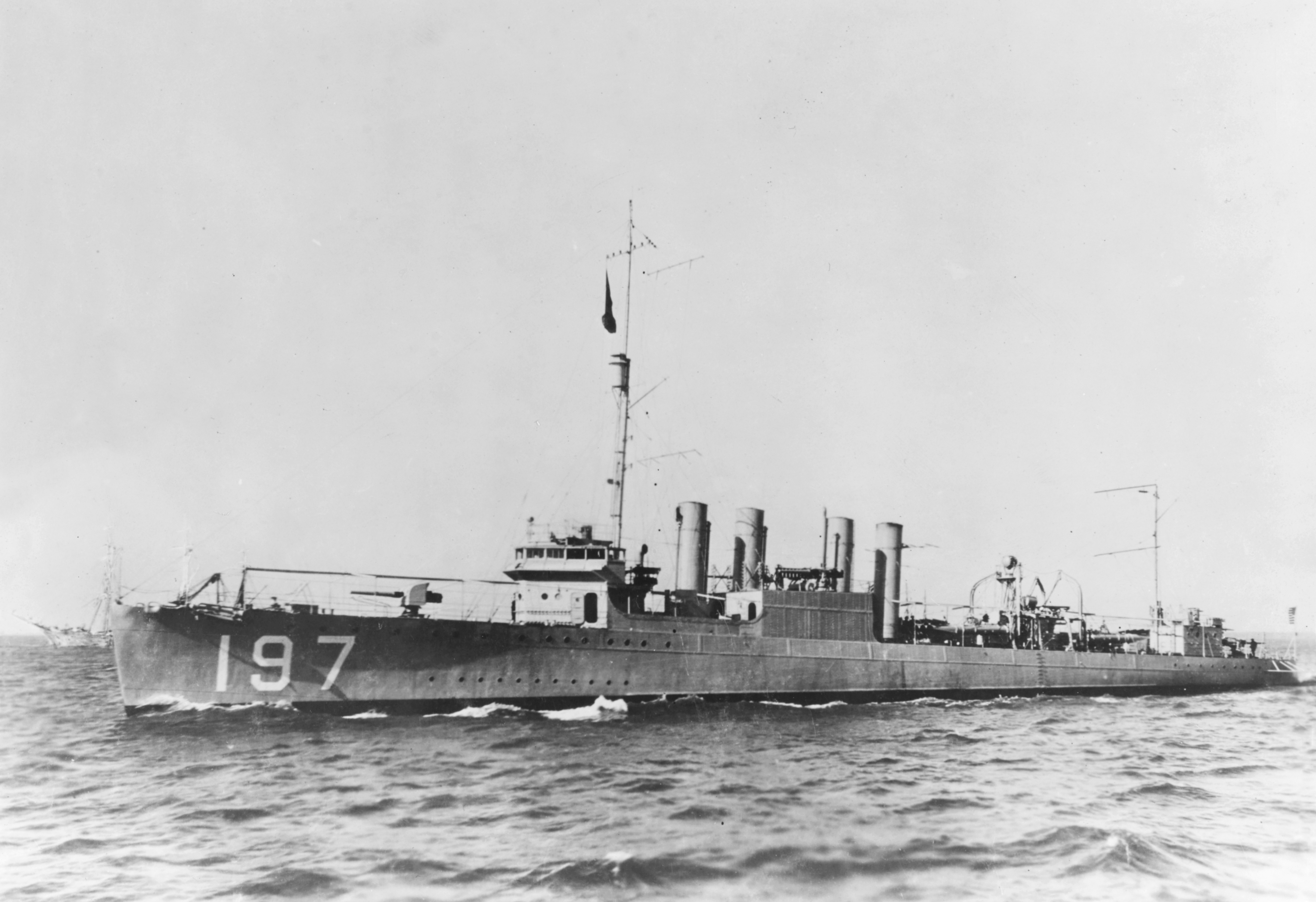
HMS Beverly wurde von U 188 versenkt

Am 4. März 1943 lief U 188 von Kiel zu seiner ersten Unternehmung aus. Vorgesehenes Operationsgebiet war der Nordatlantik. Das Boot wurde der U-Bootgruppe Adler zugeteilt, die auf Basis der von der deutschen Aufklärung ermittelten Daten hinsichtlich alliierter Geleitzüge und nach den Maßgaben der von Karl Dönitz entwickelten Rudeltaktik, einen SC- und einen HX-Geleitzug angreifen sollte. Stattdessen stieß die U-Bootgruppe Adler auf einen ON-Geleitzug, der aus 46 Schiffen bestand und von drei Kriegsschiffen geschützt wurde. Die U-Bootführung befahl daraufhin U 188 und drei weiteren Booten der Gruppe, diesen anzugreifen. Siegfried Lüdden griff die HMS Beverly an, einen Zerstörer der Clemson-Klasse, dessen Sonargerät kurz zuvor aufgrund einer Kollision mit einem der Schiffe des Geleitzugs ausgefallen war, der daher das U-Boot nicht ausmachen konnte und zudem mit verminderter Geschwindigkeit fuhr. Von den 152 Mann der norwegischen Besatzung des britischen Zerstörers konnten nur 4 Mann gerettet werden. Die Boote der U-Bootgruppe Adler versenkten bei diesem Angriff drei weitere Schiffe mit etwa 7.000 BRT. Der Erfolg dieser U-Bootgruppe wurde jedoch von der U-Bootführung, die das Ergebnis auf neun Schiffe mit 56.500 BRT bezifferte, wesentlich überschätzt. Die Angabe von Kommandant Lüdden, er habe, zusätzlich zur Beverly, noch drei weitere Schiffe mit insgesamt 18.000 BRT versenkt, hatten erheblichen Anteil an der Falschbewertung des Versenkungsergebnisses durch die U-Bootführung. U 188 erreichte Lorient, den neuen Stützpunkt des Bootes, am 4. Mai 1943.

### Monsun-Boot
Am 30. Juni lief U 188 von Lorient in Richtung des Indischen Ozeans aus. Das Boot war der Gruppe Monsun zugeteilt worden, einer Gruppe deutscher U-Boote, die von japanisch besetzten Stützpunkten aus vor der ostafrikanischen Küste, im Arabischen Meer, vor Australien, im Pazifik und im Indischen Ozean operierten. Am 23. Juli wurde das Boot vor der westafrikanischen Küste von U 153 und am 12. September im Indischen Ozean durch den Tanker Brake mit Treibstoff versorgt. U 188 patrouillierte im Herbst 1943 im Golf von Oman, wo Kommandant Lüdden zwei Schiffe angriff, von denen er eines versenkte.
- 21. September 1943 US-amerikanischer Dampfer Cornelia P. Spencer (7.176 BRT, Lage) versenkt
- 28. September norwegischer Tanker Britannia (9.977 BRT) beschädigt

Am 30. Oktober erreichte U 188 seinen neuen Stützpunkt Penang. Von hier aus brach Kommandant Lüdden am 1. Januar des folgenden Jahres zu seiner dritten Feindfahrt mit diesem Boot auf. U 188 sollte im Anschluss an diese Unternehmung nach Frankreich zurückkehren und hatte daher – wie alle Monsun-Boote – einige Tonnen kriegswichtiger Rohstoffe an Bord genommen, wie Zinn, Wolfram und Opium. Im Arabischen Meer und im Golf von Aden versenkte Kommandant Lüdden sieben Schiffe.
- 20. Januar 1944 britischer Dampfer Fort Buckingham (7.122 BRT, Lage) versenkt
- 25. Januar britischer Dampfer Fort la Maure (7.130 BRT, Lage) versenkt
- 26. Januar britische Dampfer Samouri (Lage) und  Surada (Lage)  (12.646 BRT) versenkt
- 29. Januar griechischer Dampfer Olga E. Embincos (4.677 BRT, Lage) versenkt
- 4. Februar chinesischer Dampfer Chung Cheng (7.176 BRT, Lage) versenkt
- 9. Februar norwegischer Dampfer Viva (3.798 BRT, Lage) versenkt

Am 7. und am 12. Februar griff Kommandant Lüdden einige mit Baumwolle beladene sogenannte Dhaus mit der Bordartillerie an. Mit FLAK und per Rammstoß versenkte er insgesamt sieben dieser Segelboote. Nachdem er die U-Bootführung über diese Taten unterrichtet hatte, empfahl Karl Dönitz, Befehlshaber der U-Boote und Oberbefehlshaber der Marine, Lüdden für das Ritterkreuz des Eisernen Kreuzes. Am 19. Juni erreichte das Boot Bordeaux. U 532 und U 188 waren die einzigen Boote der ursprünglichen Gruppe Monsun, die wieder nach Europa zurückkehrten.

## Verbleib
Kommandant Lüdden stellte das Boot am 20. August in Bordeaux außer Dienst. Der ursprüngliche Plan, das Boot nach Norwegen zu überführen, wurde aufgegeben, da keine neuen Batterien beschafft werden konnten und U 188 nicht fahrtüchtig war. Das Boot wurde am selben Tag im U-Boot-Bunker der 12. U-Flottille gesprengt und 1947 abgewrackt.